# Angeliera psamathus
Angeliera psamathus là một loài chân đều trong họ Microparasellidae. Loài này được Kensley miêu tả khoa học năm 1984.